# Wójnski kěrluš
Wójnski kěrluš (Kriegslied, eigentlich „Choral vom Krieg“) ist ein altsorbisches episches Heldenlied, dessen Inhalte bis in das 9. Jahrhundert zurückreichen und dessen Verbreitung weit über das sorbische Siedlungsgebiet hinausreicht. Bis ins 19. Jahrhundert hinein wurden die Teile des Liedes lediglich mündlich überliefert.

## Entdeckung
Berichte über alte sorbische Lieder und Sagen werden erstmals um 1700 herum aufgezeichnet. So zitiert Abraham Frencel 1700 Fragmente eines sorbischen Regenzauberliedes.
1783 berichtet der Görlitzer Historiker und Sprachforscher Karl Gottlob von Anton erstmals von der Existenz alter epischer Lieder: „Sie wissen zu gut, daß sie die Herren des Landes waren, das jetzt ihre Feinde, die Deutschen besitzen; die gegen sie verübten Grausamkeiten schweben ihnen noch im frischen Gedächtnis und sie nähren sich mit der Hoffnung, da sie einst wieder ihr Haupt emporheben und ihre Unterdrücker unterjochen werden. Noch haben sie mündliche Überlieferungen von ihren Schicksalen, die sie aber vor den Deutschen sehr geheim halten.“
Einen näheren Grund für die Geheimhaltung gab Anton nicht an, doch liegt dieser vermutlich in der Tatsache, dass besonders die jüngeren Lieder sich häufig mit sozialen Ungerechtigkeiten durch Lausitzer Gutsherren auseinandersetzen.
Nach einigen ersten Versuchen, sorbische Lieder zu sammeln und zu dokumentieren, gelang Jan Arnošt Smoler und Joachim Leopold Haupt in ihrer Veröffentlichung Volkslieder der Wenden in der Ober- und Nieder-Lausitz 1841–1843 eine umfassende Darstellung eines Großteils des sorbischen Liedguts, samt Melodien und Anmerkungen, die bis heute ein Standardwerk der sorabistischen Forschung sind. Neben einigen anderen Liedern, die Smoler als „sehr alt“ datiert, befinden sich zwei Varianten des als Gliederkette auf Deutsch bezeichneten Liedes. Eine Variante stammte dabei aus dem Kindheitsort Smolers, aus Lohsa, während das andere aus der Naundorf in der Niederlausitz stammte.
Erst 1893 veröffentlichte Ewald Müller eine weitere, sehr umfangreiche Variante des Liedes, die ihm der Kantor Riese aus Sielow übersandt hatte.
Weitere Varianten zeichnete u. a. Adolf Černý auf, sodass insgesamt über 20 verschiedene Varianten des Liedes oder von Teilen davon in überwiegend niedersorbischer Sprache dokumentiert sind. Neuzeitlich dürften dabei die deutschen Übersetzungen und die obersorbische Übertragungen einiger Teile des Liedes sein.
Bei der ebenso nicht geringen Anzahl an Varianten der Melodie lassen sich zwei Kernmelodien erkennen, wobei die eine, die wohl jüngeren Datums ist, der Melodie des deutschen Volksliedes O wie wohl ist mir am Abend ähnelt, während die andere in ein archaisches Tonempfinden Einblick gewährt und wohl die historische Melodie des Liedes ist.
Da die Varianten des Liedes teilweise unterschiedliche Begebenheiten um den Helden des Liedes behandeln, ist davon auszugehen, dass einige Teile ursprünglich eine zusammenhängende Geschichte erzählten, wobei das Lied einen fragmentaren Charakter beibehält.

## Inhalt
Wójnski Kěrluš berichtet von einem Helden, dem Pan, der von seinen Schlachten, die er siegreich schlug, von seinem Volk begrüßt wird. „Pan“ ist dabei eine im modernen Sorbisch nicht mehr gebräuchliche Bezeichnung für einen adligen Herrn. Innerhalb der Varianten des Liedes lassen sich vier Abschnitte einer Geschichte feststellen. Die Varianten des Liedes beginnen ungefähr stets mit den Worten: „Unsere Jungen kommen aus dem Kriege geritten und führen unseres Herren Pferd.“
Nach dieser Einleitung folgt ein kurzer Bericht, bei dem sich bei den Varianten des Liedes vier verschiedene Themen abzeichnen.
Im mutmaßlich ersten Teil des Liedes wird die Ankunft des Pan mit fremden Reitern beschrieben, die im Text als Huntše, als Hunnen oder auch Ungarn beschrieben werden.
Im zweiten Teil des Liedes wird die Ankunft des Pan selbst geschildert, der mit sich eine „Frau“ führt, als Herrin für sein Volk und vermutlich Gattin für sich selbst.
Im dritten Teil des Liedes wird die Rückkehr des Pan und seiner Mannen geschildert, samt einem kriegsgefangenen deutschen Krieger. Dieser Teil des Liedes geht auf die Mitteilung des Sielower Kantors zurück und ist inhaltlich die umfangreichste Version. In diesem Liedteil, welcher zweifellos den Höhepunkt des ganzen Liedes bildet, wird der deutsche König aufgefordert, dem Pan zu huldigen, und der Herrin wird angeboten, dass sie den Kriegsverlauf sich berichten lassen soll.
Wegen dieser Liedstelle sowie geschuldet der Tatsache, dass Berichte von Schlachten oder der Auszug des Panes und seiner Leute völlig fehlen, nahm bereits Kantor Riese an, dass hier ganze Liedteile verloren gegangen seien.
Im wahrscheinlich letzten Teil des Liedes kehren die Reiter nur mit dem Pferd des Pan zurück, jedoch ohne denselben. Dieser, so berichten mindestens zwei Versionen, u. a. auch jene bei Smoler aufgezeichnete, würde der „alte und starke Herr“ auf dem Grunde eines Flusses bei der Donau, vier Meilen hinter der Morava im heutigen Serbien liegen. Der Grund, weshalb der Pan verstorben war, wird indes verschwiegen.
Der zweite und letzte Liedteil sind zudem durch weitere Elemente ergänzt, von denen nicht klar ist, in welcher Beziehung sie zum ursprünglichen Lied stehen. Nach der erwähnten Erzählung um den Pan schließt sich eine bilderreiche und symbolhafte Beschreibung seines Ringes an und das, was man im „Auge“ des Ringes sehen kann. An diese schwer zu deutenden Passagen schließt sich nahtlos jeweils ein kurzes Tanzlied an.
Lediglich in einer Version wird ein Name des Pan genannt. So liest man: Pišic Panjo konja wjeźo, also „Herr Piš (sein) Pferd führt“.
Außerdem taucht in allen Versionen zwischen den Versen der Ruf „Huj“ auf, welcher mitgesungen wird.

## Deutungen und Erforschung
Wirkliche Zweifel an der Echtheit des Liedes kamen schon wegen der großen Verbreitung des Liedes, selbst über Sprachgrenzen hinweg, kaum auf. Besonders der inhaltlich unklare Liedteil um den Ring des Herrn ist mit großen Übereinstimmungen so noch in Polen, Mähren, Tschechien und der Ukraine überliefert, wie Smoler dokumentiert. Für Galizien erwähnt er einen Kinderreim, der in einem Spiel mit dem Titel Die Königin gesprochen oder gesungen wurde.
Der sorbische Musikwissenschaftler Jan Rawp, der sich besonders um die Erforschung des Liedes verdient gemacht hatte, sah besonders in der weiten Verbreitung des Liedes eine echte, alte Volksliedtradition und führt für das Lied dessen althergebrachtes Wortgut und die Form seiner Melodien für dessen hohes Alter an.
Mündliche Überlieferungen für epische Lieder vom 12. Jahrhundert an sind so auch u. a. in Serbien oder in Polen belegt, deren Lieder in Form und Erzählweise dem Wójnski Kěrluš ähneln.
Zugleich datiert er die Inhalte des Liedes in das 10. Jahrhundert und wies auf historische Begebenheiten dieser Zeit hin, die auffallend mit den Erzählungen in den Strophen übereinstimmen.
Hauptquelle für das Lied ist demnach Widukind von Corvey mit seiner Sachsengeschichte.
Dieser berichtet von den Kämpfen zwischen König Heinrich dem Vogler und den Slawen in Daleminzien: „Das oben genannte Heer der Ungarn, von den Slawen herbeigerufen, richtete in Sachsen großen Schaden an und machte unendliche Beute; bei der Rückkehr nach Dalminzien trafen sie ein anderes ungarisches Heer, das ihre Freunde zu bekriegen drohte, da diese ihre Hilfe verschmäht, während sie das erste Heer zu großer Beute geführt hatten. Und so geschah es, daß Sachsen ein zweites Mal von Ungarn verwüstet wurde; während das erste Heer das zweite in Dalminzien erwartete, wurde dieses Land auch in eine derart große Not gebracht, daß sie in diesem  Jahr den eigenen Grundbesitz verließen und anderen Völkern für ihren Lebensunterhalt dienten.“
Demnach würde das Lied die Begebenheiten um das Jahr 924 herum schildern, als die Bewohner des sorbischen Gaues Daleminzien, welches das Umland der Lommatzscher Pflege bis nach Dresden hin umfasste, die Ungarn zu Hilfe gegen die Krieger der deutschen Könige riefen, die seit 904 immer wieder das Land verwüsteten.
Von Widukind wird die Tatsache verschwiegen, dass die Ungarn ihre Einfälle erst einstellten, als König Heinrich ihnen Tribut zahlen musste, was bis zu seinem endgültigen Sieg über die Ungarn so fortbestand. Die Rolle der slawischen Krieger hält Widukung nicht weiter für erwähnenswert, bemerkt jedoch: dum illos ad tantam predam duxissent, „... sie ... zu großer Beute geführt hatten“ und hält somit die Führung der Ungarn durch die Slawen trotzdem fest und belegt somit indirekt eine Beteiligung durch slawische Krieger.
Somit würden die Textteile, dass Ungarn für und mit Sorben kämpften, genauso belegt sein, wie die Tatsache, dass der deutsche König zu einer Huldigung (nämlich Tributzahlungen) gezwungen wurde.
Die Erwähnung, dass die Ungarn zwei verschiedene Heere in Daleminzien hatten, die unabhängig voneinander agierten und zuletzt dadurch ihre Verbündeten, die Daleminzer, hohen Aufwand verursachten, sodass diese gezwungen waren, in fremden Ländern ihren Lebensunterhalt zu verdienen, passt zusätzlich zu dem Abschluss des Liedes und könnte erklären, weshalb der Held des Liedes in Serbien starb.
Zudem weist Rawp auf den Ruf im Lied Huj als Kriegsruf hin und belegt dies mit zeitgenössischen Berichten (Luitprand, Engelinus) Ex eorum turpis et diabolica hui, hui frequenter auditur. als Schlachtruf der Ungarn im Kampfe gegen König Heinrich I. im Jahre 933. Somit belegt dieser Zwischenruf in besonderer Weise die Authentizität des Liedes.
Der Pan dagegen ist historisch nicht belegbar, jedoch sind für einzelne sorbische Stämme immer wieder Herrscher belegt, sodass die Existenz an sich nicht ausgeschlossen ist. Der Name Piš könnte entweder an den belegbaren Namen Peš als Kurzform „Petrus“ in den christianisierten slawischen Gebieten dieser Zeit ein Anklang sein oder als Form von Pych oder Pychor, was so viel wie der „Stolze“ bedeutet. Beide Namen lassen sich zumindest für altslawische Zeit nachweisen und lassen die namentliche Erwähnung eines Namens, der in der Neuzeit absolut nicht mehr gebräuchlich war, nicht für ganz frei erfunden erscheinen. Jedoch könnte besonders die Form Pychor für Piš mehr ein ehrender Beiname als tatsächlicher Personenname stehen.
Laut Rawp ist das Wójnski kěrluš inhaltlich das älteste erhaltene epische slawische Lied überhaupt.

## Textprobe (sorbisch – deutsch)
Na tym sedli pani sedži, huj, pani sedži.

Ma ta pani złoty peršćeń, huj, złoty peršćeń.

Ma tón peršćeń módre woko, huj, módre woko.

Pšez to woko woda bjejži, huj, woda bjejži.

Na tej wodži trawa rosće, huj, trawa rosće.

Po tej trawi pawy khodža, huj pawy khodža.

Rjana pani pawy pase, huj, pawy pase!
Auf dem Sattel sitzt ne Herrin, huj, sitzt ne Herrin.

Herrin hat ein goldenes Ringlein, huj, hat ein goldenes Ringlein.

Ringlein hat ein blaues Auge, huj, ein blaues Auge.

Übers Auge fließet Wasser, huj, fließet Wasser.

Auf dem Wasser wachsen Gräser, huj, wachsen Gräser.

Auf den Gräsern gehen Pfauen, huj, gehen Pfauen.

Schöne Herrin Pfauen hütet, huj, Pfauen hütet.

## Bearbeitungen
Das Lied ist auch heute in einzelnen Teilen fester Bestandteil der sorbischen Musikkultur. Die Bekanntheit in der Oberlausitz nahm sogar durch den Umstand zu, dass der sorbische Komponist Bjarnat Krawc in seinen 33 wendische Volkslieder für eine Singstimme und Klavier op. 52 einen Teil des Wójnski kěrluš aufnahm und auch bürgerlichen Kreisen zugänglich machte.
Zudem widmete der Zeichner Měrćin Nowak-Njechorński ein Werk dem Liede.